# Shodai Nishikawa
Shodai Nishikawa (jap. 西川 翔大, Nishikawa Shodai; * 21. September 1993 in der Präfektur Nara) ist ein japanischer Fußballspieler.

## Karriere
Shodai Nishikawa erlernte das Fußballspielen in der Jugendmannschaft des Diablossa Takada FC sowie in der Universitätsmannschaft der Universität Tsukuba. Seinen ersten Vertrag unterschrieb er Anfang 2016 in Montenegro beim FK KOM Podgorica in Podgorica. Nach einem Jahr wechselte er Anfang 2017 zum FK Rudar Pljevlja. Der Klub aus Pljevlja spielte in der ersten Liga des Landes, der Prva Crnogorska Liga. Für Rudar absolvierte er vier Erstligaspiele. Im August 2017 unterzeichnete er einen Vertrag beim Ligakonkurrenten OFK Petrovac. Für den Verein aus Petrovac na moru stand er 16-mal auf dem Spielfeld. Am 30. Juni 2018 endete sein Vertrag. Wo er von Juli 2018 bis Februar 2020 gespielt hat, ist unbekannt. Im Februar 2020 nahm ihn Tanjong Pagar United unter Vertrag. Der Verein aus Singapur spielte in der ersten Liga, der Singapore Premier League. Für Tanjong bestritt er 61 Erstligaspiele. Dabei schoss er zehn Tore. Im Februar 2023 zog es ihn nach Kambodscha. Hier nahm ihn der Erstligist Angkor Tiger aus Siem Reap unter Vertrag. Nach 26 Ligaspielen kehrte er im Mai 2024 wieder zu Tanjong Pagar zurück.